# Кінгсклір 6
Кінгсклір 6 (англ. Kingsclear 6) — індіанська резервація в Канаді, у провінції Нью-Брансвік, у межах графства Йорк.

## Населення
За даними перепису 2016 року, індіанська резервація нараховувала 493 особи, показавши зростання на 0,6%, порівняно з 2011-м роком. Середня густина населення становила 129,4 осіб/км².
З офіційних мов обидвома одночасно володіли 30 жителів, тільки англійською — 455. Усього 40 осіб вважали рідною мовою не одну з офіційних, з них усі — одну з корінних мов.
Працездатне населення становило 49,3% усього населення, рівень безробіття — 17,6%.
Середній дохід на особу становив $22 119 (медіана $17 696), при цьому для чоловіків — $20 994, а для жінок $23 048 (медіани — $13 184 та $18 368 відповідно).
27,5% мешканців мали закінчену шкільну освіту, не мали закінченої шкільної освіти — 30,4%, 43,5% мали післяшкільну освіту, з яких 10% мали диплом бакалавра, або вищий.
| Статево-вікова структура населення | Статево-вікова структура населення | Статево-вікова структура населення | Статево-вікова структура населення | Статево-вікова структура населення |
| ---------------------------------- | ---------------------------------- | ---------------------------------- | ---------------------------------- | ---------------------------------- |
|                                    |                                    |                                    |                                    |                                    |
| Всього                             | Всього                             | 48,0%52,0%                         |                                    |                                    |
| 0 — 14 років                       | 0 — 14 років                       |                                    | 28,6%                              | 28,6%                              |
| 15 — 64 років                      | 15 — 64 років                      |                                    | 63,3%                              | 63,3%                              |
| 65 і більше                        | 65 і більше                        |                                    | 8,2%                               | 8,2%                               |
| Середній вік (років)               | Середній вік (років)               | 30,434,0                           | 32,3                               | 32,3                               |
| Медіана (років)                    | Медіана (років)                    | 27,633,6                           | 31,8                               | 31,8                               |
| — чоловіки — жінки                 |                                    |                                    |                                    |                                    |

| Походження мешканців:     | Походження мешканців:     | Походження мешканців: | Походження мешканців: | Походження мешканців: |
| ------------------------- | ------------------------- | --------------------- | --------------------- | --------------------- |
| Походження                |                           |                       | осіб                  | %                     |
| Корінні американці        | Корінні американці        |                       | 460                   | 94.85%                |
| Інше північноамериканське | Інше північноамериканське |                       | 20                    | 4.12%                 |
| Європейське               | Європейське               |                       | 45                    | 9.28%                 |
| британське                | британське                |                       | 30                    | 6.19%                 |
| французьке                | французьке                |                       | 20                    | 4.12%                 |
| Карибське                 | Карибське                 |                       | 10                    | 2.06%                 |
| Азійське                  | Азійське                  |                       | 10                    | 2.06%                 |

## Клімат
Середня річна температура становить 5°C, середня максимальна – 23,4°C, а середня мінімальна – -16,4°C. Середня річна кількість опадів – 1 126 мм.
| Клімат поселення                              | Клімат поселення | Клімат поселення | Клімат поселення | Клімат поселення | Клімат поселення | Клімат поселення | Клімат поселення | Клімат поселення | Клімат поселення | Клімат поселення | Клімат поселення | Клімат поселення | Клімат поселення |
| Показник                                      | Січ.             | Лют.             | Бер.             | Квіт.            | Трав.            | Черв.            | Лип.             | Серп.            | Вер.             | Жовт.            | Лист.            | Груд.            |                  |
| Середній максимум, °C                         | −4,03            | −2,59            | 3,06             | 9,77             | 16,80            | 21,84            | 23,38            | 22,54            | 17,50            | 11,39            | 5,26             | −2,32            |                  |
| Середня температура, °C                       | −10,19           | −8,76            | −3,13            | 3,60             | 10,64            | 15,66            | 19,07            | 18,23            | 13,19            | 7,09             | 0,96             | −6,64            |                  |
| Середній мінімум, °C                          | −16,37           | −14,94           | −9,31            | −2,58            | 4,47             | 9,50             | 14,76            | 13,92            | 8,89             | 2,79             | −3,34            | −10,94           |                  |
| Норма опадів, мм                              | 105              | 71               | 91               | 87               | 99               | 88               | 97               | 87               | 93               | 98               | 105              | 105              |                  |
| Середньомісячна швидкість вітру, м/с          | 3.59             | 3.67             | 3.88             | 3.76             | 3.41             | 3.00             | 2.70             | 2.50             | 2.80             | 3.19             | 3.40             | 3.57             |                  |
| Середньомісячна сонячна радіація, кДж/м²·день | 5327             | 8542             | 12273            | 15463            | 18303            | 20335            | 19983            | 17645            | 13139            | 8406             | 4989             | 4163             |                  |
| --------------------------------------------- | ---------------- | ---------------- | ---------------- | ---------------- | ---------------- | ---------------- | ---------------- | ---------------- | ---------------- | ---------------- | ---------------- | ---------------- | ---------------- |
| Джерело:                                      |                  |                  |                  |                  |                  |                  |                  |                  |                  |                  |                  |                  |                  |